# Лертхай
Пхрайа Лертхай (тай. พระยา เลอ ไทย;? - 1323) — 4-й король династії Пху Руанг, правив Королівством Сукотай (середньовічним попередником сучасного Таїланду) протягом 1298-1323. Правління Лертхая ознаменувався початком занепаду Сукхотаю.